# Torneiro mecânico

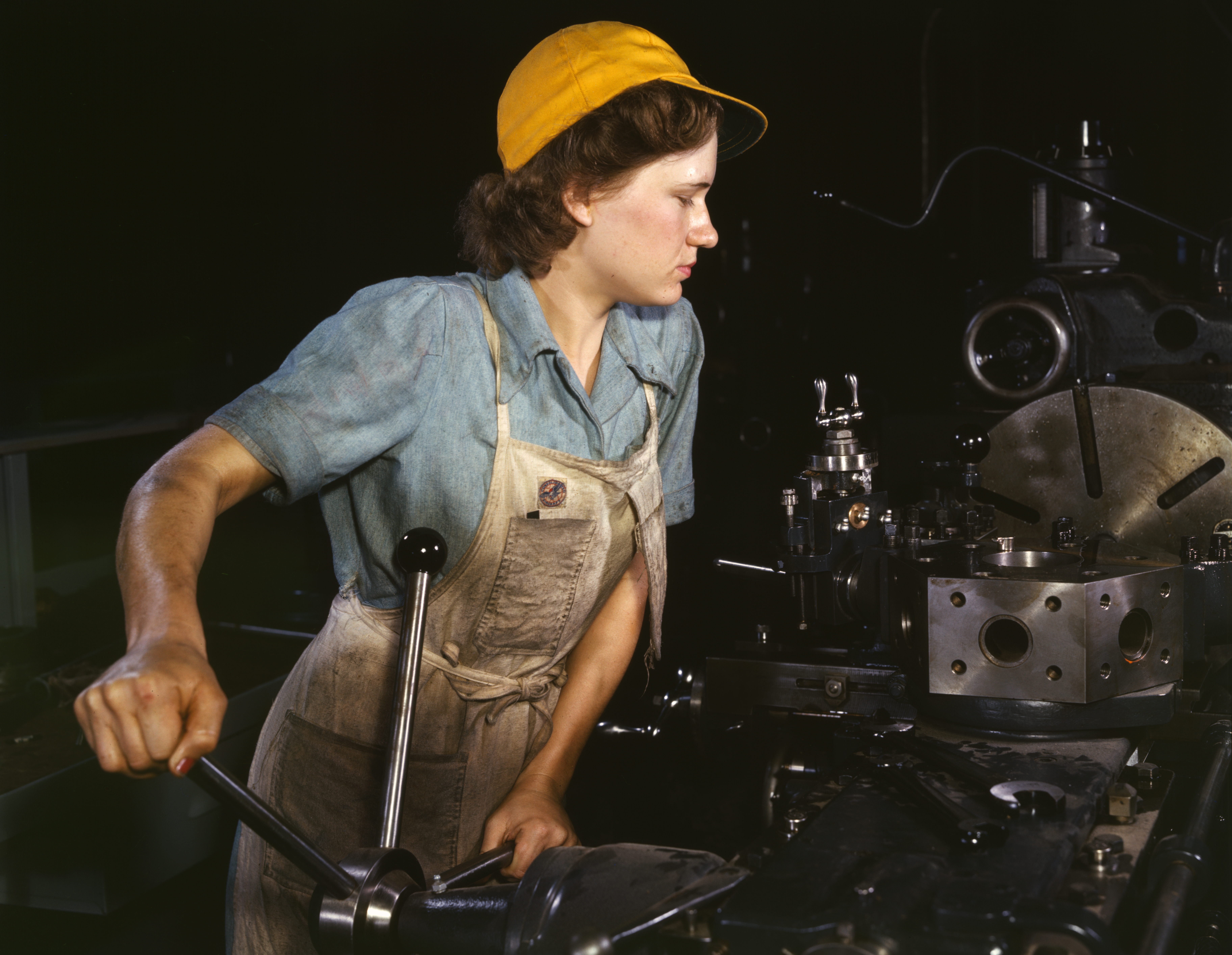
Uma torneira mecânica em ação na fábrica da "Consolidated Aircraft Corporation" em 1942.

Torneiro mecânico é um operador de máquina operatriz, especializado em torneamento, processamento por corte de peças rotativas ou ferramentas de corte rotativas, no processamento de madeira, metal, plástico, etc.

## Visão geral
Um torneiro mecânico é um profissional treinado, que não só opera máquinas operatrizes, mas tem o conhecimento de ferramentas e materiais necessários para criar configurações nessas máquinas, incluindo, mas não se limitando a fresadoras, retificadoras, tornos e furadeiras.
Um torneiro mecânico competente deve ter uma aptidão mecânica bem desenvolvida, a capacidade de usar corretamente instrumentos de medição de precisão e um conhecimento prático das velocidades e avanços adequados necessários para utilizar com sucesso os vários materiais de trabalho e ferramentas comumente usados na maioria das operações de usinagem.